# Решение уравнения
В математике решение уравнения — это задача по нахождению всех значений аргументов (чисел, функций, наборов и т. д.), при которых выполняется равенство (выражения слева и справа от знака равенства становятся эквивалентными). Значения неизвестных переменных, при которых это равенство достигается, называются решениями или корнями данного уравнения. Решить уравнение означает найти множество всех его решений (корней) или доказать, что корней нет вовсе (либо нет тех, что удовлетворяют заданным условиям).
Например, уравнение {\displaystyle x+y=2x-1} решается для неизвестного {\displaystyle x} с помощью замены {\displaystyle x=y+1,} так как замена переменной {\displaystyle x} на выражение {\displaystyle y+1} превращает уравнение в тождество: {\displaystyle (y+1)+y=2(y+1)-1.} Кроме того, если положить неизвестной переменную {\displaystyle y,} тогда уравнение решается с помощью замены {\displaystyle y=x-1}. Замена переменной {\displaystyle y} на выражение {\displaystyle x-1} превращает уравнение в тождество: {\displaystyle x+(x-1)=2x-1.} Также {\displaystyle x} и {\displaystyle y} могут одновременно рассматриваться как неизвестные переменные. Существует много решений уравнения для подобного случая, например, {\displaystyle (x,y)=(1,0)} — то есть {\displaystyle x=1} и {\displaystyle y=0,} а в общем, {\displaystyle (x,y)=(a+1,{\text{ }}a)} для всех возможных значений.
В зависимости от задачи, может требоваться найти одно решение (любое подходящее решение) или все решения уравнения. Все решения уравнения называются множеством решений. Помимо простого нахождения решения, может ставиться задача по нахождению наилучшего решения уравнения по какому-либо параметру. Задачи такого рода называются задачами оптимизации. Решения задач оптимизации, как правило, не называются «решениями уравнения».

## Аналитические методы решения уравнения
Под методом решения задачи (в т.ч. уравнения) понимается, прежде всего, пошаговый алгоритм.
Аналитический метод решения (иначе, просто аналитическое решение) — это выражение замкнутой формы, которое может быть вычислено за конечное число операций. Однако, существуют формулы (выражения), содержащие в себе невычислимые (или непредставимые) на данном этапе развития теории и технологий функции. Далее под аналитическим решением мы будем иметь в виду любое решение, записанное в формульном виде, содержащее в себе известные или определённые функции от параметров (в случае числовых уравнений) или переменных (в случае функциональных уравнений). Ниже приведены основные аналитические методы решений различного вида уравнений.

### Метод подбора значения
Самый простой нелогичный (т.к. не требует никакого подчинения законам математической логики) метод решения уравнения, заключающийся в угадывании правильного значения корня. С этого метода начинается обучение решению более сложных уравнений, чем линейные (напр., квадратные и кубические), в 5—7-х классах средней образовательной школы в России.
Пример решения уравнения методом подбора: {\displaystyle x^{2}-2x+1=0}
Одним из корней уравнения будет {\displaystyle 1.} Чтобы проверить правильность подобранного значения, необходимо подставить его в исходное уравнение вместо переменной {\displaystyle x:{\text{ }}1^{2}-2\cdot 1+1=0\Longleftrightarrow 0=0.}.
Требуемое тождественное равенство выполняется, а это значит, что найденное значение является правильным (то есть входит в множество решений уравнения).
Недостатки метода подбора:
- Чаще всего, корнями уравнения являются иррациональные (алгебраически иррациональные или даже трансцендентные) числа, угадать которые практически невозможно;
- Методом подбора нельзя указать на отсутствие решения при каких-либо ограничениях на значение решений;
- В случае бесконечного множества решений (напр., в уравнениях с двумя и более переменными) данный метод совершенно не подходит, однако, бывает полезен, когда с помощью одного подобранного правильного значения каким-либо другим известным методом можно получить остальные допустимые решения[1];
- Далеко не все уравнения представлены в виде простых функций от переменной, так что решить такие уравнения метод подбора также неспособен;
- Применимость данного метода ограничивается не только сложностью уравнений, их видом и областью допустимых решений, но также наличием хороших вычислительных способностей, знанием наиболее часто встречающихся значений и их соответствия конкретному виду уравнений[2].

Преимущества метода подбора:
- Простота использования (применение метода подбора не требует выполнения практически никаких логических действий, за исключением проверки);
- Скорость получения решения (обычно, там, где на необходимость применения метода подбора указано в контексте, решения подбираются довольно-таки быстро);
- Доступность в применении (ведь иногда бывает так, что аналитическое решение какого-либо вида уравнения отсутствует совсем, но значение можно подобрать в каком-то конкретном случае, например, уравнение {\displaystyle 2^{x}-x^{2}-1=0} пока что[уточнить] невозможно[кому?] решить аналитическим путём[3], но, тем не менее, получить хотя бы один корень методом подбора довольно-таки просто: {\displaystyle x=1\longrightarrow 2^{1}-1^{2}-1=0\Longleftrightarrow 0=0).}

### Полный перебор
Частным случаем метода подбора является метод полного перебора — то есть поиска решения исчерпыванием всевозможных вариантов. Используется в случае, если множество всех решений (либо всех решений, удовлетворяющих определённым условиям) конечно.

### Метод обратной операции [инверсии]
Данный метод решения уравнений, называемый иначе методом построения обратной функции, основывается на свойстве обратной функции нивелировать влияние функции на значение переменной:
{\displaystyle f^{-1}(f(x))=x} или, что по сути то же самое, {\displaystyle f(f^{-1}(x))=x.}
Метод обычно используется в составе других методов решений и самостоятельно применяется лишь тогда, когда переменные и константы находятся по разные стороны от знака равенства: {\displaystyle f(x)=g(a_{0},a_{1},...a_{i}),a_{i}=const.}
Самый простой пример — линейное уравнение: {\displaystyle 5x=10.} Здесь {\displaystyle f(x)=5x,{\text{ }}g(a_{i})=10,}значит {\displaystyle f^{-1}(x)={\frac {x}{5}},} и получаем: {\displaystyle f^{-1}(f(x))={\frac {5x}{5}}=x,} теперь то же самое нужно проделать с другой частью уравнения: {\displaystyle f^{-1}(g(a_{i}))={\frac {10}{5}}=2,} отсюда {\displaystyle x=2.} Проверка: {\displaystyle 5\cdot 2=10\Longleftrightarrow 10=10.}
Ещё пример: {\displaystyle x^{2}=4\Longleftrightarrow x=\pm {\sqrt {4}}\Longleftrightarrow x_{1,2}=2;-2.}
Рассмотрим следующую задачу со схемой решения: если дано уравнение вида {\displaystyle f\left(x\right)=C}, где {\displaystyle C} — константа, то искомое неизвестное {\displaystyle x} равно {\displaystyle f^{-1}\left(C\right)}.
| Решить уравнение {\displaystyle {\sqrt {2x+1}}=3}. |
| --- |
| Это равенство по определению квадратного корня означает, что {\displaystyle 2x+1=3^{2}}. Фактически от заданного иррационального уравнения мы перешли к рациональному уравнению {\displaystyle 2x+1=3^{2}}. Освобождаемся последовательно от всего того, что «нанизано» на наше неизвестное и находим: {\displaystyle x=4}. Если же теперь вспомнить схему решения выше, то по ней получаем: {\displaystyle f\left(x\right)={\sqrt {2x+1}}}, а {\displaystyle C=3}. Тогда к ответу приходим запросто: {\displaystyle f^{-1}\left(C\right)={\dfrac {C^{2}-1}{2}}\Longrightarrow f^{-1}\left(3\right)={\dfrac {3^{2}-1}{2}}=4.} Ответ: {\displaystyle x=4}. |

Иногда, для того чтобы решить уравнение {\displaystyle f\left(x\right)=g\left(x\right)}, можно поступить через реверсию. Другими словами, решить уравнение {\displaystyle f^{-1}\left(x\right)=g^{-1}\left(x\right)}, которое может оказаться проще, чем исходное. Далее все решения {\displaystyle x=\alpha } приравнять либо к левой части {\displaystyle f\left(x\right)} исходного равенства, либо же приравнять к правой, то есть {\displaystyle g\left(x\right)}. И таким образом можно найти неизвестное.
| Решить уравнение {\displaystyle 2x+{\sqrt {x}}-3=0}. |
| --- |
| Ясно, поскольку {\displaystyle {\sqrt {x}}\geqslant 0}, то {\displaystyle x\geqslant 0}. Исходное уравнение равносильно {\displaystyle {\sqrt {x}}=3-2x}, а оно равносильно {\displaystyle x^{2}={\dfrac {3-x}{2}}\Longrightarrow {\biggl [}{\begin{array}{lcl}x=1\\x=-3,5\end{array}}\Longrightarrow {\sqrt {x}}=1\Longrightarrow {\color {Red}x=1}.} Ответ: {\displaystyle x=1}. |

| Решить уравнение {\displaystyle {\sqrt {3x+7}}+{\sqrt {x+2}}=3}. |
| --- |
| Уединим радикал {\displaystyle {\sqrt {3x+7}}}, то есть {\displaystyle {\sqrt {3x+7}}=3-{\sqrt {x+2}}}. Обозначим: {\displaystyle f\left(x\right)\rightleftharpoons {\sqrt {3x+7}}} и {\displaystyle g\left(x\right)\rightleftharpoons 3-{\sqrt {x+2}}}. Найдём обратные функции к ним и приравняем их, получим: {\displaystyle {\begin{cases}f^{-1}\left(x\right)={\dfrac {x^{2}-7}{3}}\\g^{-1}\left(x\right)=\left(3-x\right)^{2}-2\\f^{-1}\left(x\right)=g^{-1}\left(x\right)\end{cases}}\Longleftrightarrow {\dfrac {x^{2}-1}{3}}=\left(x-3\right)^{2}.} Последнее уравнение можно преобразить к виду {\displaystyle x^{2}-9x+14=0}. По теореме Виета находим корни уравнения: {\displaystyle x=2} или {\displaystyle x=7}. Теперь подставим их в одну из частей равенства {\displaystyle f^{-1}\left(x\right)=g^{-1}\left(x\right)}. Например, подставим в функцию {\displaystyle g^{-1})} и будем иметь: {\displaystyle g^{-1}\left(2\right)=\left(3-2\right)^{2}-2={\color {Magenta}-1}} и {\displaystyle g^{-1}\left(7\right)=\left(3-7\right)^{2}-2={\color {Magenta}14}}. Непосредственной проверкой убеждаемся, что {\displaystyle {\color {Red}x=-1}}. Ответ: {\displaystyle x=-1}. Другой способ. Этот способ основан на таком понятии, как подстановка. Оказывается, для левой части исходного уравнения [сумма двух радикалов] существует обратная функция, в которую при подстановке значения, стоящее в правой части, можно сразу получить ответ. В общем виде это выглядит так. Для функции {\displaystyle f\left(x\right)={\sqrt {ax+b}}+{\sqrt {cx+d}}}, причём {\displaystyle a\neq 0,\,c\neq 0}, «подстановочной» функцией является следующая: {\displaystyle f^{-1}\left(x\right)={\dfrac {\left(a+c\right)x^{2}+\left(a-c\right)\left(d-b\right)\pm 2x{\sqrt {ac\left(x^{2}-\left(d+b\right)\right)+a^{2}d+bc^{2}}}}{\left(a-c\right)^{2}}}.} В соответствии с этой формулой при {\displaystyle x=3} [то, что стоит справа в исходном уравнении] мы получим: {\displaystyle f^{-1}\left(3\right)={\dfrac {\left(3+1\right)\cdot 3^{2}+\left(3-1\right)\left(2-7\right)\pm 2\cdot 3\cdot {\sqrt {3\cdot 1\cdot \left(3^{2}-\left(2+7\right)\right)+3^{2}\cdot 2+7\cdot 1^{2}}}}{\left(3-1\right)^{2}}}={\dfrac {4\cdot 9-2\cdot 5\pm 6\cdot {\sqrt {18+7}}}{4}}={\dfrac {18-5\pm 3\cdot {\sqrt {25}}}{2}}={\dfrac {13\pm 15}{2}}.} Итак, как и раньше, у нас два претендента: {\displaystyle {\color {Magenta}x=-1}} и {\displaystyle {\color {Magenta}x=14}}. Дальше отбор корней. Ответ: {\displaystyle x=-1}. |

| Решить уравнение {\displaystyle {\sqrt {\dfrac {1+2x{\sqrt {1-x^{2}}}}{2}}}+2x^{2}=1}. |
| --- |
| Преобразуем уравнение к виду {\displaystyle {\dfrac {1}{2}}+x{\sqrt {1-x^{2}}}=\left(1-2x^{2}\right)^{2}}. Пусть {\displaystyle f\left(x\right)\rightleftharpoons {\dfrac {1}{2}}+x{\sqrt {1-x^{2}}}} и {\displaystyle g\left(x\right)\rightleftharpoons \left(1-2x^{2}\right)^{2}}. Найдём функции {\displaystyle f^{-1}\left(x\right)} и {\displaystyle g^{-1}\left(x\right)}. Ответ: {\displaystyle x=-1}. |

Недостатки метода обратной операции:
- Иногда обратная функция от переменной в составе других методов решений приводит к нескольким результатам, из-за чего в решении появляются посторонние корни, которые были получены логическим путём, но не подходят в уравнение (нарушают тождественное равенство)[5][6], что выясняется только при проверке;
- Обратные операции, чаще всего, кажутся гораздо более сложными, чем обычные (например, дети начальных классов воспринимают деление как более сложное действие, чем "привычное" им умножение; старшеклассники часто долго приспосабливаются к интегрированию, потому что дифференцирование для них, также весьма привычное, воспринимается более лёгким);
- В редких случаях та или иная операция обратна сама себе [инволюция] (допустим, как линейная функция {\displaystyle f(x)=x,} или интеграл и производная от показательной функции {\displaystyle f(x)=e^{x}}[7]);
- Не все обратные функции представимы в виде композиций других известных функций (чаще всего, это интегралы — интегралы Френеля, функция Лапласа, интегральные синус и косинус, интегральная экспонента, или, например, неэлементарные, такие, как W-функция Ламберта, тетрация и суперкорень);
- Не всякая обратная операция даёт допустимое или вообще хоть какое-нибудь решение (например, функция {\displaystyle f(x)=x^{2}} даёт действительное число при любом значении переменной, однако, это значение всегда неотрицательно[8], из-за чего нахождение обратной функции ограничивается неотрицательностью аргумента; также, например, существуют неинтегрируемые[9] или недифференцируемые[10] функции, наподобие функции Дирихле, функции Вейерштрасса и др.);
- Для некоторых обратных операций до сих пор не существует алгоритма вычисления, так что значения этих функций, как решения каких-либо уравнений, так и остаются в виде формул (например, суперлогарифм, ζ-функция Римана и т. д.).

Преимущества метода обратных операций:
- В отличие от метода подбора, применение обратных функций, чаще всего, позволяет не упустить дополнительные существующие допустимые решения, даже если их множество бесконечно;
- Обратные операции являются одной из основных составляющих почти любых логичных методов решения уравнений, используются гораздо чаще и на своём примере помогают лучше разобраться в понятиях области допустимых значений, области определения и области изменения значения аргумента(-ов);
- В большинстве случаев значения обратных функций можно вычислить с помощью различного рода калькуляторов или же, наоборот, оставить их в формульном выражении для удобства в дальнейшем применении.

### Графический метод
Данный метод решения задач (в том числе, уравнений) основывается на базовом свойстве графиков функций — определённым и (в идеале) точным отображением значений аргументов и значений функций от этих аргументов в пространстве координат, вследствие чего каждая точка графика имеет не более одного набора этих значений для каждой конкретной функции (то есть два значения от одного и того же аргумента не могут быть присвоены одной и той же точке координат).
По определению, две функции имеют одну общую точку (точку пересечения графиков) тогда, когда их значения от одного(их) и того(тех) же значения(-й) аргумента(-ов) равны: {\displaystyle f(x_{1},x_{2},...,x_{i})=g(x_{1},x_{2},...,x_{i}).}
Например, решим графически уравнение {\displaystyle {\frac {1}{2}}x^{2}-4x+10=x-2} (см. рисунок ниже):

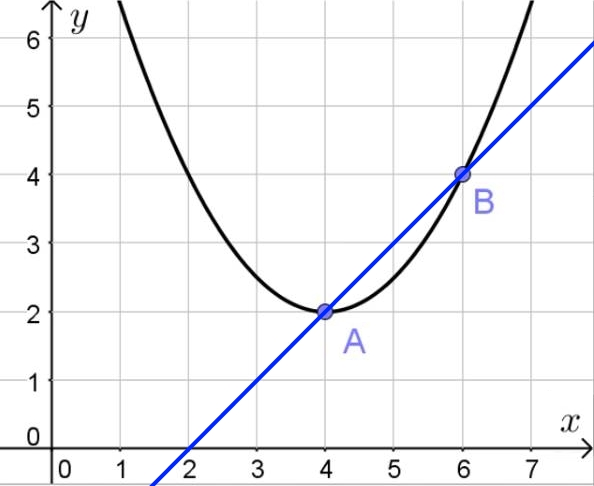
Пример точек пересечения (A и B).

Здесь чёрным цветом показан график функции {\displaystyle f(x)={\frac {1}{2}}x^{2}-4x+10,} синим цветом — график функции {\displaystyle g(x)=x-2.} Абсциссы точек A и B образуют множество решений исходного уравнения: {\displaystyle x_{1}=4,x_{2}=6,} что легко находится проекцией точек на ось абсцисс (ось {\displaystyle x}). Проверка: {\displaystyle {\frac {1}{2}}\cdot 4^{2}-4\cdot 4+10=4-2\Longleftrightarrow 2=2} и {\displaystyle {\frac {1}{2}}\cdot 6^{2}-4\cdot 6+10=6-2\Longleftrightarrow 4=4.} Решение является исчерпывающим, поскольку прямая не может пересечь параболу более двух раз (согласно основной теореме алгебры).
Недостатки графического метода:
- Графически, за исключением простых случаев, можно получить только приблизительное решение;
- Не всякие значения и не всяких функций вычислимы, поэтому их графики самостоятельно построить нельзя;
- Не зная свойств входящих в уравнение функций, невозможно точно утверждать, является ли полученное множество решений исчерпывающим;
- Чаще всего, применимость данного метода ограничивается построением графиков функций в окрестностях центра координат;
- Воспроизведение графиков функций, что называется, "в уме" бывает достаточно затруднительным, в таких случаях без каких-либо дополнительных приспособлений никак не обойтись.

Преимущества графического метода:
- Простота использования (уровня знаний средней школы вполне достаточно);
- Доступность в применении (например, когда решение уравнения ещё не изучалось или отсутствует вовсе);
- Наглядность представления (помогает лучше понять, что представляет собой какое-либо решение и как его можно изобразить)[11].

Кроме описанного метода существуют специальные модифицированные графические методы, такие, например, как метод Лиля.

### Метод оценки
Метод оценки заключается в отсечении некоторой части значений из области значений функции, в которых данная функция не существует[уточнить] (иначе, отсечение значений, которые она не может принимать).
Например, решим методом оценки следующую систему уравнений:
{\displaystyle {\begin{cases}{\frac {1}{x+1}}+x+1=2\\\sin ^{2}(x)=x\end{cases}}}
Начнём с верхнего уравнения, основываясь на следующем свойстве суммы взаимно-обратных чисел: {\displaystyle {\frac {1}{n}}+n\geqslant 2,n>0.} Оно непосредственно выводится из частного случая нестрогого неравенства о степенных средних. Причём равенство двум достигается только в том случае, если эти числа равны: {\displaystyle {\frac {1}{x+1}}=x+1\Longleftrightarrow (x+1)^{2}=1\Longleftrightarrow x+1=\pm 1.} В результате получаем множество решений: {\displaystyle x_{1}=0,{\text{ }}x_{2}=-2.}
В нижнем уравнении присутствует неотрицательная функция возведения в квадрат и функция {\displaystyle f(x)=\sin(x),} значения которой лежат в диапазоне {\displaystyle \{-1;{\text{ }}1\}.}
Второе решение не подходит по обоим критериям, что избавляет от необходимости второй проверки. Осталось проверить первый корень: {\displaystyle \sin(0)=0\Longleftrightarrow \sin ^{2}(0)=0\Longleftrightarrow 0=0.} Значит, единственное решение исходной системы уравнений — это {\displaystyle x_{1}=0.}
Недостатки метода оценки:
- Существуют функции, исследование которых крайне затруднительно, отчего их свойства долго остаются неизвестными {\displaystyle {\biggl (}}например, предложенная Риманом функция  {\displaystyle f(x)=\sum _{n=1}^{\infty }{\frac {\sin(n^{2}x)}{n^{2}}}}[13]{\displaystyle {\biggr )};}
- Часто метод оценки приводит к интервалу, в котором лежат возможные решения, и тогда их приходится находить методом подбора с учётом полученного ограничения;
- Оценка значений функций базируется на знании их свойств, которые, как часто бывает, ввиду разнообразия самих функций, не собраны воедино в одном источнике.

Преимущества метода оценки:
- Данный метод бывает полезен, когда необходимо доказать отсутствие допустимого решения, но сделать это другими методами не представляется возможным;
- Методом оценки, в отличие от графического метода и метода подбора, возможно получить и бесконечное множество допустимых решений;
- Как было показано в примере, грамотное применение метода оценки позволяет избежать дополнительных проверок;
- Некоторые уравнения гораздо проще решить именно таким методом (например, частные случаи иррациональных уравнений).

### Метод разложения на множители
Метод разложения на множители уравнений (то есть их факторизация) применяется для представления их в виде произведения нескольких менее сложных, чаще, однотипных уравнений. Разложение основывается на свойстве произведения нескольких множителей равняться нулю тогда и только тогда, когда хотя бы один из этих множителей также равен нулю.
Этот метод решения именно полиномиальных уравнений являлся отдельным направлением алгебры на протяжении многих столетий и представляет собой совокупность сразу нескольких алгоритмов получения решения. Его актуальность и значимость есть следствие основной теоремы алгебры, согласно которой любой многочлен любой ненулевой конечной степени имеет хотя бы один комплексный корень.
Самым простым из всех способов разложения является, пожалуй, деление многочлена на многочлен.
Недостатки метода факторизации многочленов:
- Относительно узкая специализация метода (например, уравнение {\displaystyle 2^{x}-3x+2=0} нельзя факторизовать, так как произведением формул корней прийти к исходному уравнению не получится[17]);
- Метод разложения содержит в себе сразу несколько способов факторизации и применим не ко всем полиномам, другими словами, он не универсален (некоторые иррациональные уравнения до сих пор не удаётся ни решить аналитически, ни разложить тоже, — простой пример: {\displaystyle x^{\pi }-x+1=0}).

Преимущества метода факторизации многочленов:
- Некоторые частные случаи уравнений, для которых общий алгоритм решения не найден или слишком сложен, возможно решить только разложением (например, уравнения шестой и выше степеней, алгоритмы будущего решения которых слишком громоздки, сложно и долго вычисляемы, вследствие чего их разработка становится нецелесообразной[18]);
- Все способы разложения выведены достаточно давно, доступны в открытых источниках, не выходят за рамки школьной программы и, кроме обыкновенного калькулятора, дополнительных знаний и приспособлений (в том числе специальных программных продуктов), как правило, не требуют.

### Методы преобразований
К числу этих методов относятся наборы действий, выполняемых над обеими частями уравнения (перед знаком равенства и после), приводящие к уравнениям-следствиям или равносильным уравнениям, решить которые гораздо легче вследствие наличия известного алгоритма решения или представления их в более удобной форме, позволяющей быстро соотнести их с тем или иным известным алгоритмом решения. Ниже приведён список основных преобразований.

#### Перенос слагаемых
Любую часть уравнения можно "перенести в другую сторону, за знак равенства", прибавив её к другой части уравнения и только поменяв знак на противоположный.
Например, решим в вещественных числах уравнение: {\displaystyle x^{2}-2x+4=2x.}
Для этого перенесём правую часть уравнения в левую, поменяв знак правой части на противоположный: {\displaystyle x^{2}-2x+4-2x=0.}
Далее, вследствие ассоциативности функции умножения на константу, сложим подобные слагаемые: {\displaystyle x^{2}-4x+4=0.}
Теперь получившаяся левая часть напоминает формулу полного квадрата: {\displaystyle (x-2)^{2}=x^{2}-4x+4.}
Отсюда находим корни: {\displaystyle \pm (x-2)=0\longrightarrow x_{1}=x_{2}=2.} Проверка: {\displaystyle 2^{2}-2\cdot 2+4=2\cdot 2\Longleftrightarrow 4=4.}
Перенос слагаемых можно выполнять в любых случаях (не вынося аргумент из-под функции), при этом получившиеся уравнения являются равносильными.

#### Прибавление (вычитание) константы (выражения)
Этот приём преобразования уравнений основан на свойстве числового равенства — его инвариантности относительно сложения (числовое равенство останется таковым, даже если к обеим его частям прибавить какое-либо число, в том числе и отрицательное). В свою очередь, данное свойство числового равенства является всего лишь частным случаем аналогичного свойства числовых нестрогих неравенств. Так как большинство решаемых уравнений выполняются над полем каких-либо чисел (бывают нечисловые уравнения, например, — функциональные, где в качестве неизвестной переменной выступают функции), то такие же числовые свойства распространяются и на уравнения.
Суть преобразования состоит в том, что к обеим частям уравнения можно прибавить одно и то же число или выражение с числовой функцией, ОДЗ которой не уже, чем ОДЗ функций в исходном уравнении. Перенос слагаемых является частным случаем прибавления (вычитания) выражений. В частности, "взаимоуничтожение" одинаковых слагаемых по разные стороны знака равенства есть следствие возможности переноса.
Прибавление числового выражения возможно всегда, однако, приводит к равносильному уравнению только тогда, когда область ОДЗ функции в выражении не уже, чем ОДЗ функций исходного уравнения. Например, прибавив к обеим частям выражение {\displaystyle {\sqrt {x}}} мы придём к уравнению-следствию, в котором неотрицательность переменной {\displaystyle x} может отсеять существующие отрицательные корни, из-за чего позднее придётся учитывать это ограничение.
Также бывает полезен обратный приём — выделение слагаемого, например: {\displaystyle {\frac {x^{2}+5x+6}{x+2}}=0\Longleftrightarrow {\frac {(x^{2}+4x+4)+(x+2)}{x+2}}=0\Longleftrightarrow {\frac {(x+2)^{2}}{x+2}}+{\frac {x+2}{x+2}}=0\Longleftrightarrow (x+2)+1=0\longrightarrow x_{1}=-3.}

#### Умножение (деление) на ненулевую(ое) константу (выражение)
Умножение числовых равенств (то есть, числовых уравнений) на одно и то же ненулевое числовое выражение есть следствие возможности прибавления этого выражения, а, значит, распространяет на себя его свойства, добавляя, разве что, ограничение на не равенство переменной нулю.
Используя предыдущий пример: {\displaystyle x^{2}+5x+6=0\Longleftrightarrow (x^{2}+4x+4)+(x+2)=0\Longleftrightarrow (x+2)^{2}+(x+2)=0.}
Теперь поделим оба слагаемых на {\displaystyle (x+2):{\frac {(x+2)^{2}}{x+2}}+{\frac {x+2}{x+2}}=0\Longleftrightarrow x+2+1=0\longrightarrow x_{1}=-3.}
Однако, поделив на это выражение, мы установили ограничение — его неравенство нулю: {\displaystyle x+2\neq 0\longrightarrow x\neq -2.} Поэтому теперь необходимо проверить, не является ли данное значение корнем исходного уравнения, отсеянным этим самым ограничением: {\displaystyle (-2)^{2}+5\cdot (-2)+6=4-10+6=0.}
Сужение ОДЗ даже на одну точку (число) способно сильно исказить множество всех возможных допустимых решений.

#### Замена выражений
Самый распространенный из методов — метод замены переменной. Искусство производить замену переменных заключается в том, чтобы увидеть, какая замена будет более рациональна и быстрее приведет к успеху.
Суть метода замены переменной заключается в том, что путём замены некоторого входящего в уравнение выражения, содержащего переменную, в исходном уравнении либо понижается степень, либо от дробного переходят к целому уравнению, либо иррациональное уравнение сводят к рациональному, то есть исходное уравнение сводится к простейшему. Данный метод применяется в уравнениях, где замена переменной очевидна или становится очевидной после некоторых элементарных тождественных преобразований.
Тождественная замена переменной другим выражением, содержащим функции от переменной, ОДЗ которых не уже, чем ОДЗ функций исходного уравнения, также всегда приводит к равносильному уравнению. Сама его возможность и равносильность основываются на свойстве транзитивности чисел (если в тройке чисел какие-то два числа попарно равны третьему, следовательно, все три числа равны между собой).
Замена очень часто используется в решении уравнений любого рода и даже больше (например, для уравнения третьей степени существует тригонометрическая формула Виета, для нахождения первообразных — универсальная тригонометрическая подстановка Вейерштрасса, для интегралов от рациональных функций — специальные подстановки Эйлера и т.д.).
По сути, любая формула корней уравнения есть частный случай замены, когда в выражении, заменяющем переменную, не содержится переменных совсем (то есть функция в этом выражении содержит в качестве аргумента(ов) константу(ы)).
Замена выражения также помогает прийти к более лёгкому уравнению. Однако, многие часто путают корни уравнения-следствия с корнями исходного уравнения, ошибочно подставляя их не в то уравнение при проверке. Так, например, сделав замену {\displaystyle x=a^{y}} и получив конкретное значение {\displaystyle y_{0}} в качестве корня уравнения-следствия с переменной {\displaystyle y}, для проверки необходимо сначала подставить {\displaystyle y_{0}} в формулу замены {\displaystyle x=a^{y},} чтобы рассчитать {\displaystyle x_{0}}, которое и будет корнем исходного уравнения от переменной {\displaystyle x} и которое необходимо подставить в него для проверки.
Однако, существуют типы уравнений, для которых определённые виды замены делать нельзя.
Например, уравнение вида: {\displaystyle a^{(n)}x=x,{\text{ }}a\neq 0,} где {\displaystyle a^{(n)}x}— это гипероператор порядка {\displaystyle n} (для каждого из них есть дополнительные ограничения на {\displaystyle a})
Если сделать замену {\displaystyle x=a^{(n+1)}y,} то получим уравнение-следствие: {\displaystyle a^{(n)}{\bigl (}a^{(n+1)}y{\bigr )}=a^{(n+1)}y\Longleftrightarrow a^{(n+1)}(y+1)=a^{(n+1)}y.}
Отсюда следует, что, либо {\displaystyle y+1=y} и решения нет (что противоречит "теоретической практике"), либо гипероператоры неоднозначны (что неверно для первых трёх операторов — сложения, умножения и возведения в степень).
Для наглядности, положим, что {\displaystyle n=3}: {\displaystyle a^{(3)}x=x\Longleftrightarrow a^{x}=x.} Сделаем замену {\displaystyle x=a^{(4)}y={}^{y}a:} {\displaystyle a^{{}^{y}a}={}^{y}a\Longleftrightarrow {}^{y+1}a={}^{y}a,} откуда приходим к противоречию {\displaystyle y+1=y,} хотя решение данного исходного уравнения существует и выражается через суперкорень второй степени.

#### Возведение встепень
Благодаря возможности умножения числового выражения на числовое выражение становится возможным возведение числового выражения в ненулевую степень, которое является частным случаем умножения при идентичности множителей. Однако, возведение в степень строго определено лишь для неотрицательных чисел, поэтому, возводя в степень выражение с переменной, необходимо указать соответствующее ограничение и учитывать его в дальнейшем.
Если всё-таки без возведения в степень отрицательного выражения не обойтись, то показатель степени должен быть целым числом, иначе такое преобразование приведёт к решению уже двух уравнений вместо одного и увеличению количества посторонних корней, поскольку: {\displaystyle (-n)^{\frac {1}{k}}=-{\sqrt[{k}]{n}},{\frac {k+1}{2}}\in \mathbb {Z} ,} но в то же время {\displaystyle {\frac {1}{k}}={\frac {2}{2k}}\longrightarrow (-n)^{\frac {2}{2k}}={\sqrt[{2k}]{(-n)^{2}}}={\sqrt[{2k}]{1\cdot n^{2}}}={\sqrt[{k}]{n}},k\in \mathbb {Z} .} С иррациональными показателями ситуация пока что не определена.
Возведение в нулевую степень нуля (или выражения, которое может принимать нулевое значение) также невозможно (см. Неопределённость).
Чётные показатели степени удваивают количество решаемых уравнений, поскольку показательные функции чётных степеней чётные. Количество посторонних корней также увеличивается.

#### Логарифмирование
Согласно свойствам числовых нестрогих неравенств, обе части уравнения можно логарифмировать. Однако, здесь тоже есть свои ограничения (для поля вещественных чисел):
- Если логарифмирование осуществляется по положительному основанию-числу, то логарифмируемое выражение (число) также должно быть положительным;
- Если логарифмирование осуществляется по отрицательному основанию-числу, то логарифмируемое выражение (число) также должно быть отрицательным (при этом доопределение логарифма нужно пояснить);
- Логарифмирование выражений со значениями, противоположными по знаку значениям основания, невозможно.

Именно поэтому логарифмирование, как правило, приводит не к увеличению посторонних, а к потере истинных корней.

#### Потенцирование
В противоположность возведению в степень числовые равенства можно преобразовывать в показатели степени: {\displaystyle f(x_{1},x_{2}...)=g(a_{1},a_{2},...)\Longleftrightarrow b^{f(x_{1},x_{2}...)}=b^{g(a_{1},a_{2},...)},b,a_{1},a_{2}...=const.}
Тогда, как числовые выражения могут быть любыми, основание {\displaystyle b} должно быть положительно (или отрицательно — с наложением на переменную соответствующих ограничений).
Более того, потенцировать можно даже показатели степени у выражений, однако, при этом между основанием и степенью есть своеобразная ограничивающая взаимозависимость, из-за чего основание не может быть любым: {\displaystyle f^{n}(x_{1},x_{2},...)=g^{m}(a_{1},a_{2},...)\Longleftrightarrow f^{(k^{n})}(x_{1},x_{2},...)=g^{(k^{m})}(a_{1},a_{2},...),{\text{if }}k={\biggl (}{\frac {m}{n}}{\biggr )}^{\frac {1}{m-n}}.}
Это доказывается следующим образом:
{\displaystyle f^{n}(x_{1},x_{2},...)=g^{m}(a_{1},a_{2},...)}
{\displaystyle f^{(k^{n})}(x_{1},x_{2},...)=g^{(k^{m})}(a_{1},a_{2},...)}
{\displaystyle f(x_{1},x_{2},...)=g^{\frac {(k^{m})}{(k^{n})}}(a_{1},a_{2},...)\Longleftrightarrow f(x_{1},x_{2},...)=g^{(k^{m-n})}(a_{1},a_{2},...)}
Подставляем вместо {\displaystyle f(x_{1},x_{2},...)} получившееся выражение в исходное уравнение:
{\displaystyle g^{n(k^{m-n})}(a_{1},a_{2},...)=g^{m}(a_{1},a_{2},...),} отсюда получаем: {\displaystyle n(k^{m-n})=m.} Далее:
{\displaystyle k^{m-n}={\frac {m}{n}}\Longleftrightarrow k={\biggl (}{\frac {m}{n}}{\biggr )}^{\frac {1}{m-n}}.} В случае {\displaystyle m=1} формула значительно упрощается:
{\displaystyle k={\biggl (}{\frac {1}{n}}{\biggr )}^{\frac {1}{1-n}}\Longleftrightarrow k={\Biggl (}{\frac {1}{n^{\frac {1}{1-n}}}}{\Biggr )}\Longleftrightarrow k=n^{-{\frac {1}{1-n}}}=n^{\frac {1}{n-1}}.}

#### Тетрация с показателем 2
Для числовых выражений можно вычислять тетрацию с показателем 2 (то есть возводить выражение в степень самого себя):
{\displaystyle f(x_{1},x_{2}...)=g(a_{1},a_{2},...)\Longleftrightarrow {}^{2}{f(x_{1},x_{2}...)}={}^{2}{g(a_{1},a_{2},...)}\Longleftrightarrow {\bigl (}f(x_{1},x_{2},...){\bigr )}^{f(x_{1},x_{2},,,,)}={\bigl (}g(a_{1},a_{2},...){\bigr )}^{g(a_{1},a_{2},,,,)},b,a_{1},a_{2}...=const.}
Разумеется, сюда же накладываются ограничения на положительность самих выражений или доопределения возведения в степень в случае их отрицательности.
Вычисление тетрации с более высокими показателями накладывает определённые ограничения в виде взаимозависимостей выражений (см. выше), поскольку тогда будут иметь место так называемые "степенные башни". Так же можно извлекать суперкорень с соответствующим показателем, но также стоит учитывать, что данная операция определена только для положительных чисел.
Пример: {\displaystyle x^{2}=4\Longleftrightarrow {}^{2}(x^{2})={}^{2}4\Longleftrightarrow (x^{2})^{(x^{2})}=4^{4}\Longleftrightarrow x^{2x^{2}}=256.}
Сделаем замену {\displaystyle x=y^{\frac {1}{2}}:} {\displaystyle (y^{\frac {1}{2}})^{2(y^{\frac {1}{2}})^{2}}=256\Longleftrightarrow y^{y}=256\longrightarrow y=4\longrightarrow x_{1}=2.}
Однако, вследствие неопределённости тетрации при неположительных числах, у нас исчез второй корень уравнения: {\displaystyle x_{2}=-2.}

#### Суперпотенцирование
Также благодаря возможности применения предыдущей итерации (возведения в степень), числовые равенства возможно преобразовывать в показатели тетрации:
{\displaystyle f(x_{1},x_{2}...)=g(a_{1},a_{2},...)\Longleftrightarrow {}^{f(x_{1},x_{2}...)}b={}^{g(a_{1},a_{2},...)}b;b,a_{1},a_{2}...=const.}
При этом стоит учитывать положительность основания {\displaystyle b} (поскольку даже ноль не может быть возведён в степень самого себя) и различные неопределённости (недоговорённости) нецелых и/или отрицательных показателей тетрации.
Эту тенденцию можно продолжить итерировать и далее (см. Пентация, Гипероператор).
С точной уверенностью суперлогарифмировать числовые выражения пока нельзя по причине малоизученности свойств гипероператоров и обратных к ним функций, поскольку неясно, какие ограничения накладывает такое преобразование.

### Специальные методы решения

#### Преобразования тригонометрических уравнений
Тригонометрическими называются уравнения, содержащие в качестве функций от переменных только тригонометрические функции (то есть уравнения, содержащие в себе композиции только тригонометрических функций).
При решении такого рода уравнений применяются различные тождества, основанные на свойствах самих тригонометрических функций (см. Тригонометрические тождества). В этих преобразованиях, однако, стоит учитывать составную природу тангенса и котангенса, синус и косинус в составе которых являются независимыми друг от друга функциями от одной и той же переменной.
Так, сделав замену {\displaystyle {\text{tg}}(x)={\frac {\sin(x)}{\sqrt {1-\sin ^{2}(x)}}},} получим совершенно новую функцию, значения которой будут отличаться от исходного соотношения тангенса: {\displaystyle {\text{tg}}(x)={\frac {\sin(x)}{\cos(x)}}} (см. графики ниже).

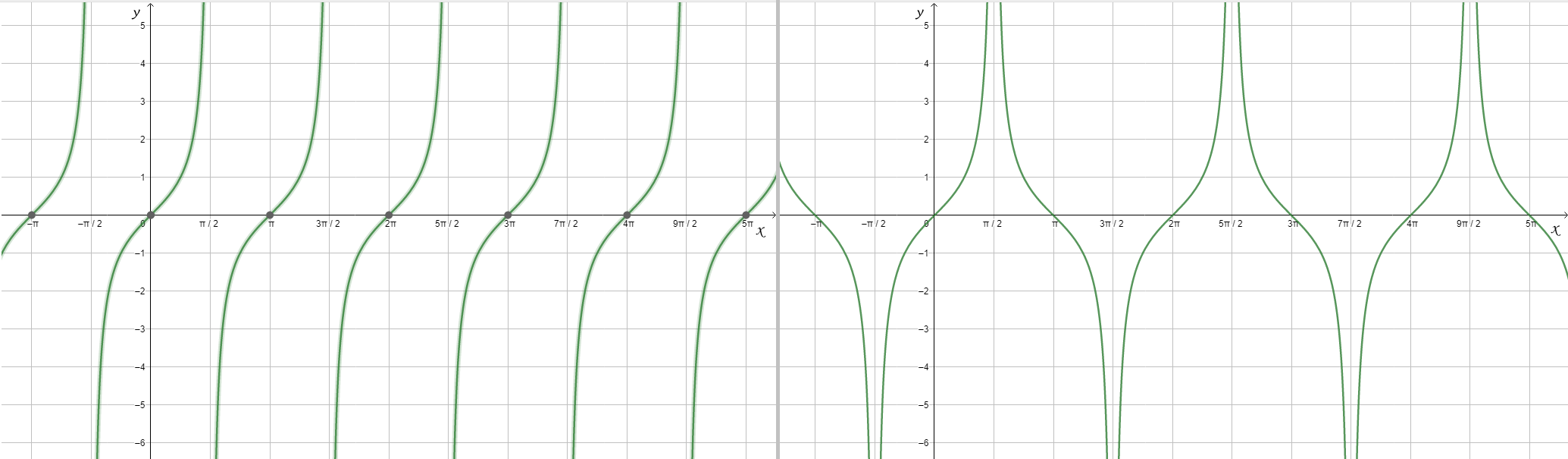
График функции y=tg(x) без замены (слева) и с заменой косинуса на синус (справа)

Такое изменение происходит из-за того, что в формуле с заменой подразумевается арифметический корень, значение которого всегда неотрицательно. Однако, если бы мы подписали "±", функция тангенса потеряла бы присущую ей однозначность.
- {\displaystyle \sin(x)=n\longrightarrow x=(-1)^{k}\arcsin(n)+\pi k,{\text{ }}n\in [-1;1],{\text{ }}k\in \mathbb {Z} ;}
- {\displaystyle \cos(x)=n\longrightarrow x=\pm \arccos(n)+2\pi k,{\text{ }}n\in [-1;1],{\text{ }}k\in \mathbb {Z} ;}
- {\displaystyle {\text{tg}}(x)=n\longrightarrow x={\text{arctg}}(n)+\pi k,{\text{ }}n\in [-1;1],{\text{ }}k\in \mathbb {Z} ;}
- {\displaystyle {\text{ctg}}(x)=n\longrightarrow x={\text{arcctg}}(n)+\pi k,{\text{ }}n\in [-1;1],{\text{ }}k\in \mathbb {Z} .}

Решим в качестве примера уравнение посложнее: {\displaystyle \sin(x)\cos(x)\cos(2x)={\frac {1}{8}}.}
Т.к. {\displaystyle \sin(x)\cos(x)={\frac {1}{2}}\sin(2x),} то получаем: {\displaystyle {\frac {1}{2}}\sin(2x)\cos(2x)={\frac {1}{8}}.}
Умножим на 4 и опять получим синус двойного угла: {\displaystyle 2\sin(2x)\cos(2x)={\frac {1}{2}}\Longleftrightarrow \sin {4x}={\frac {1}{2}}.}
Окончательная формула корней: {\displaystyle x_{0,1,...}=(-1)^{k}{\frac {\arcsin {\frac {1}{2}}+\pi k}{4}}=(-1)^{k}{\frac {\pi }{24}}+{\frac {\pi k}{4}},{\text{ }}k\in \mathbb {Z} .}

#### Преобразования дифференциальных и интегральных уравнений
Дифференциальные уравнения — это, как правило, уравнения, содержащие в себе числовые функции и их производные. Таким образом, все преобразования, выполняемые над числовыми уравнениями, распространяются и на эти типы уравнений. Главное — помнить, что лучше проводить такие преобразования, в которых области допустимых значений входящих в уравнение функций не изменялись совсем. Отличительной особенностью дифференциальных уравнений от числовых является  возможность их интегрирования (дифференцирования) по обе стороны от знака равенства.
Дифференциальные уравнения, так же как и числовые, решается аналитическим способом (символьное интегрирование) при поиске первообразной функции или численным — при вычислении определённого интеграла на каком-либо отрезке. Ниже приведены основные и наиболее часто используемые преобразования для нахождения аналитического решения.
Большинство типов дифференциальных уравнений можно привести к уравнениям с разделяющимися переменными, общее решение которых уже известно. К числу таких преобразований можно отнести:
- Приведение однородных уравнений заменой {\displaystyle y(x)=xz(x)} при {\displaystyle x>0;}
- Приведение квазиоднородных уравнений к однородным заменой {\displaystyle y(x)=z^{\frac {\beta }{\alpha }},} а затем — к уравнениям с разделяющимися переменными.

Линейные дифференциальные уравнения, как правило, решаются тремя методами:
- Метод интегрирующего множителя;
- Метод Лагранжа (вариационной постоянной);
- Метод Бернулли.

Дифференциальные уравнения Бернулли также сводятся либо к линейным, либо к уравнениям с разделяющимися переменными с помощью замен.
Однородные дифференциальные уравнения второго и выше порядков решаются путём замены функции {\displaystyle y(x)=e^{kx}} и переходу таким способом к решению характеристического алгебраического уравнения от переменной {\displaystyle k} степени, равной порядку исходного дифференциального уравнения.
Существуют типы дифференциальных уравнений высших порядков, порядок которых можно понизить заменой производной какого-либо порядка на другую функцию. Таким же образом они могут быть сведены к уравнениям с разделяющимися переменными.
Интегральные уравнения являются более сложными, чем дифференциальные, но в своих решениях, как и они, часто содержат интегральные преобразования:
- Преобразование Фурье;
- Преобразование Лапласа;
- Преобразование Хартли;
- Интегральное преобразование Абеля;
- Идентичное преобразование;
- и другие (см. Интегральные преобразования#Таблица преобразований).

Помимо дифференциальных и интегральных существует также смешанный тип — интегро-дифференциальные уравнения, основным направлением решения которых является их сведение к двум предыдущим типам уравнений различными методами.

#### Преобразования функциональных уравнений
Общего решения функциональных уравнений не существует, как и общих методов. Сами по себе функциональные уравнения являются свойствами своего решения — функции или типа функций. Например, решением функционального уравнения Абеля {\displaystyle \alpha (f(x))=\alpha (x)+1,{\text{ }}f(x)=a^{x}} является функция {\displaystyle \alpha (x)={\text{slog}}_{a}x.}

## Численные методы решения уравнений
Данные методы представляют собой отдельную совокупность алгоритмов получения решения конкретного уравнения с заданной точностью. Основные отличия от аналитического решения:
- Погрешность вычисления (при аналитическом способе иррациональные числа доступны в виде формул от рациональных, в связи с чем при желании могут быть вычислены с любой точностью для любых частных случаев);
- Универсальность применения (одни и те же числовые методы могут быть применены к совсем разного типа уравнениям);
- Возобновляемость процесса решения (для каждого конкретного случая одного вида уравнения метод необходимо применять заново и с самого начала, в отличие от аналитического решения, зная которое, для вычисления корней достаточно подставить нужные коэффициенты в уже известную, т.е. полученную раннее, формулу);
- Необходимость использования дополнительного оборудования (таких, как калькуляторы и программные продукты; аналитические решения придумываются "из головы", хотя существуют специальные сайты или устанавливаемое ПО, способные вывести формулы уже известных аналитических решений).

### Метод бисекции (дихотомии)
Этот численный метод решения уравнения основан на противоположности знаков непрерывной функции около её нуля. Сам алгоритм довольно прост:
1. Берётся отрезок, на концах которого функция даёт противоположные по знаку значения;
2. Отрезок разбивается пополам, после чего значение функции в середине отрезка умножается на значения его концов: отрицательный результат приводит к сужению изначального отрезка от бывшей середины до того конца, в котором произведение было отрицательным;
3. Новый отрезок снова делим пополам и повторяем процедуру до тех пор, пока отрезок не достигнет заданной точности.

Пример: найдём положительный корень уравнения {\displaystyle 2^{x}=x^{2}+2.} Для этого перепишем уравнение в функцию: {\displaystyle f(x)=2^{x}-x^{2}-2.} Построив график этой функции убедимся, что искомое значение лежит в отрезке {\displaystyle [4;{\text{ }}5].} Найдём значения функции от концов этого отрезка и его середины: {\displaystyle f(4)=-2;} {\displaystyle f(5)=5;} {\displaystyle f(4,5)\approx 0,377416997969519,} — произведение значений {\displaystyle f(4)} и {\displaystyle f(4,5)} даёт отрицательный результат, в отличие от {\displaystyle f(4,5)\cdot f(5).} Теперь отрезок, в котором лежит корень, сокращается: {\displaystyle [4;{\text{ }}4,5].} Повторим процедуру снова (при этом значения функции на концах уже известны из предыдущих расчётов): {\displaystyle f(4,25)\approx -1,035186159956460,} — теперь отрезок сокращается "в другую сторону": {\displaystyle [4,25;{\text{ }}4,5].} Следующий цикл: {\displaystyle f(4,375)\approx -0,391192125583853,}— получаем новый отрезок: {\displaystyle [4,375;{\text{ }}4,5].} Цикл продолжается до требуемой точности, а затем, в качестве приближённого значения корня, выбирается тот конец отрезка, значения функции от которого наиболее близко к нулю. В нашем примере значение 4,44129 будет являться корнем исходного уравнения до пятого знака после запятой.

### Метод хорд (секущих)
Итерационный численный метод нахождения корня уравнения с заданной точностью, в основе которого лежит постоянное приближение к корню через пересечения хорд с осью абсцисс. Здесь используется следующая формула:
{\displaystyle x_{i+1}=x_{i}-{\dfrac {f(x_{i})\cdot (x_{i}-x_{0})}{f(x_{i})-f(x_{0})}},} однако она имеет низкую скорость сходимости, поэтому вместо неё чаще используют алгоритм:
{\displaystyle x_{i+1}=x_{i-1}-{\dfrac {f(x_{i-1})\cdot (x_{i}-x_{i-1})}{f(x_{i})-f(x_{i-1})}};} в различных источниках обе эти формулы называют по-разному — методом хорд и/или методом секущих.
Общий алгоритм использования метода в геометрическом смысле имеет вид:
1. Сперва необходимо удостовериться, что функция уравнения непрерывна, а на рассматриваемом интервале имеется лишь один корень и отсутствуют нули производной (иначе, вычисление может не сойтись совсем);
2. Затем выбрать две точки, принадлежащие графику функции (лежащие на нём), абсциссы которых входят в заданный интервал и значения функции в которых противоположны по знаку;
3. Обе эти точки соединяются, образуя хорду (секущую), вычисляется точка пересечения хорды с осью абсцисс;
4. Проводится перпендикуляр к оси абсцисс из точки пересечения к графику функции (проекция точки пересечения на график функции);
5. Полученная точка на графике функции с противоположным концом уже имеющейся хорды соединяются, образуя новую хорду, для которой также надо будет вычислить точку пересечения с осью абсцисс...и т.д.

### Метод Ньютона
Основная идея метода Ньютона заключается в использовании итеративного приближения дифференцируемой функции по следующему алгоритму:
{\displaystyle f'(x_{n})={\text{tg}}\alpha _{n}={\frac {\Delta y}{\Delta x}}={\frac {0-f(x_{n})}{x_{n+1}-x_{n}}}\longrightarrow x_{n+1}=x_{n}-{\frac {f(x_{n})}{f'(x_{n})}}}
Для начала нужно убедиться, что функция, приравненная к нулю в данном уравнении, удовлетворяет некоторым критериям, ограничениям и условиям применимости данного метода, затем — удостовериться, что рядом с обнаруженным неизвестным корнем нет других неизвестных корней (иначе, можно попросту "сбиться с толку"). Теперь следует выбрать значение переменной {\displaystyle x_{n}}, близкое к корню (чем ближе, тем лучше), и подставить его в вышеописанную формулу. Дальше возможно два исхода:
1. Если полученное значение {\displaystyle x_{n+1}} лежит в том же интервале, что и искомый корень, то его заново можно подставить в формулу: каждое следующее значение точнее предыдущего;
2. Если полученное значение {\displaystyle x_{n+1}} не лежит в том же интервале, что и искомый корень, то необходимо заменять {\displaystyle x_{n+1}} на {\displaystyle {\frac {x_{n}+x_{n+1}}{2}}} до тех пор, пока новое значение не вернётся в интервал.

Итерационный процесс продолжается, пока полученное приближение искомого корня уравнения не достигнет требуемой точности.

### Метод простой итерации
Обобщив метод хорд (секущих) и метод Ньютона можно прийти к выводу, что они оба являются разновидностью одного и того же алгоритма. Его можно описать следующим образом:
1. Уравнение {\displaystyle f(x)=0} приводится к виду: {\displaystyle x=\varphi (x)}, — теперь можно записать итерационную формулу как {\displaystyle x_{i+1}=\varphi (x_{i});}
2. Функцию {\displaystyle \varphi (x_{i})} необходимо выбирать в соответствии с условиями сходимости метода, обычно {\displaystyle \varphi (x_{i})=x_{i}-\lambda (x)f(x_{i}),} в качестве независимой {\displaystyle \lambda (x)} можно выбрать константу {\displaystyle \lambda _{0},} знак которой совпадает со знаком производной {\displaystyle f'(x)} на отрезке, соединяющем истинный корень и первое значение {\displaystyle x_{0}.}

В частности, положив {\displaystyle \lambda _{0}={\frac {1}{f'(x_{0})}},} придём к алгоритму, называемому методом одной касательной; а при {\displaystyle \lambda (x)={\frac {1}{f'(x)}}} получится тот самый метод Ньютона.
Пример: найти приближение корня уравнения {\displaystyle 0,25\sin(x)-x-\pi =0.} Для начала определим функцию {\displaystyle \varphi (x)} и выразим {\displaystyle x} через неё:
{\displaystyle x=0,25\sin(x)-\pi \longrightarrow \varphi (x)=0,25\sin(x)-\pi ,} — теперь необходимо убедиться, соответствует ли полученная функция условию сходимости, — {\displaystyle |\varphi '(x)|<1:}
{\displaystyle \varphi '(x)=0,25\cos(x)\longrightarrow |0,25\cos(x)|<1,} но {\displaystyle \cos(x)\in {[-1;1]}{\text{ }}\forall x.}
Теперь остаётся выбрать значение для первой итерации, близкое к корню (чем ближе, тем быстрее сходимость метода). Пусть {\displaystyle x_{0}=-3,} тогда {\displaystyle \varphi (-3)=x_{1}=0,25\sin(-3)-\pi \approx -3,176872655604760.}
Повторим процедуру уже для нового значения: {\displaystyle \varphi (x_{1})=x_{2}\approx 0,25\sin(-3,176872655604760)-\pi \approx -3,132774482649750...}
Пройдя таким образом 22 шага итерации, мы получим приближение {\displaystyle x_{22}\approx -3,141592653589790,} для которого с точностью до пятнадцатого знака после запятой верно равенство: {\displaystyle x_{22}=-\pi }. Проверка: {\displaystyle 0,25\sin(\pi )-(-\pi )-\pi =0,25\cdot 0+\pi -\pi =0\Longleftrightarrow 0=0.}
Обратим внимание, что скорость сходимости зависит также и от самой функции. Так, если вместо множителя {\displaystyle 0,25} мы поставим {\displaystyle 0,5}, то при одинаковом изначальном значении {\displaystyle x_{0}} и уровне погрешности количество шагов увеличится с 22 до 44.

## Методы проверки решения
Проверка решения необходима для определения того или иного полученного решения истинным и/или посторонним. Уравнение является частным случаем задачи, поэтому на них  распространяются аналогичные методы проверки, а именно:
- Проверка алгоритма решения — это основной метод проверки хода решения, заключающийся в попутном обосновании логичности всех выполненных математических действий алгоритма (т.е. их непротиворечивости математическим теориям, в рамках которых решается уравнение).

Однако, выполнение проверки алгоритма возможно не всегда или не в полном объёме, к тому же при выполнении самой проверки также могут быть допущены ошибки, и полноту решения данный метод "не проверяет" почти никогда. В таких случаях используются иные методы, такие, например, как:
- Подстановка корней в исходное уравнение заключается в проверке выполнения тождественного равенства уравнения при конкретном данном решении (однако, бесконечные множества решений таким способом проверить нельзя).
- Проверка на соответствие ОДЗ не гарантирует правильность и полноту решения, но определяет их истинность и помогает избежать дополнительных решений (а значит, и проверок) при появлении посторонних корней.
- Проверка решения на простые и/или предельные случаи выполняется над аналитическим решением, чтобы доказать его универсальность или наличие в нём ограничительных функций, т.е. найти область возможных решений данного конкретного вида уравнений.
- Проверка на соответствие структуры решения структуре уравнения позволяет заранее определить дополнительные возможные решения уравнения исходя из свойств входящих в уравнение функций, таких как симметрия, чётность, возвратность и пр.
- Решение альтернативным способом полезно, когда требуется проверить какой-либо алгоритм (аналитическое решение), благодаря этому методу открываются новые формулы, связи и взаимозависимости уже известных функций.